# Comeback Season
 (octobre 2018).
Si vous disposez d'ouvrages ou d'articles de référence ou si vous connaissez des sites web de qualité traitant du thème abordé ici, merci de compléter l'article en donnant les références utiles à sa vérifiabilité et en les liant à la section « Notes et références ».
Albums de Drake
Room for Improvement
(2006) So Far Gone
(2009)
Comeback Season est la deuxième mixtape du rappeur Drake, sortie le 1er septembre 2007.

## Listes des titres
1. Intro
2. The Presentation
3. Comeback Season
4. Closer (featuring Andreena Mill)
5. Replacement Girl (featuring Trey Songz)
6. Barry Bonds (Freestyle)
7. Going in for Life
8. Where to Now
9. Share
10. Give Ya (featuring Trey Songz)
11. Don't U Have a Man (featuring Dwele and Little Brother)
12. Bitch is Crazy
13. The Last Hope (featuring Kardinal Offishall and Andreena Mill)
14. Must Hate Money (featuring Rich Boy)
15. Asthma Team
16. Do What U Do (remix, featuring Malice and Nickelus F)
17. Easy to Please (featuring Richie Sosa)
18. Faded (featuring Nickelus F)
19. Underdog (featuring Trey Songz)
20. Think Good Thoughts (featuring Phonte and Elzhi)
21. Teach U a Lesson (Freestyle)
22. Missin' You (Freestyle)
23. Man of the Year (Freestyle) (featuring Lil Wayne)